# Roberto Verino
Manuel Roberto Mariño Fernández, más conocido como Roberto Verino (Verín, Orense, 19 de junio de 1945) es un diseñador español.

## Biografía
Adquirió sus conocimientos en París (Francia), y en 1982 presentó una exitosa colección de prêt-à-porter femenina. Desde entonces ha tenido siempre un hueco dentro del mundo de la moda. Paralelamente también ha creado un conjunto empresarial de carácter internacional, creando tiendas de ropa en París, Madrid y Lisboa, así como también un perfume, Eau de Verino, producido vinos, Terra do Gargalo, con denominación de origen de Monterrey y diseñado productos relacionados con la puericultura como carritos de bebé y sillas de paseo con la colección Shom Roberto Verino.
Fue elegido en junio de 1996 Gallego del mes, por el Grupo Correo Gallego.
Su hija, Cristina Mariño (1970-2022), directora de la firma Roberto Verino (desde agosto de 2021) falleció el 31 de julio de 2022, como consecuencia de una enfermedad detectada unos meses atrás.